# Valeri Kubasov
Valeri Nikolayevich Kubasov (em russo:  Валерий Николаевич Кубасов; Vyazniki, 7 de janeiro de 1935 – Moscou, 19 de fevereiro de 2014) foi um cosmonauta soviético, veterano de três missões ao espaço. 
Participou das missões Soyuz 6 e Soyuz 19, a missão conjunta Apollo–Soyuz, como engenheiro de voo e comandou a Soyuz 36, no programa Intercosmos. Ele também esteve envolvido no desenvolvimento da estação espacial Mir.
Aparentemente enganou a morte duas vezes em sua carreira espacial. Ele era parte do grupo que estava marcado para voar na Soyuz 2, na qual foi encontrado o mesmo defeito no sensor do paraquedas que causou a morte de Vladimir Komarov na Soyuz 1. A nave foi posteriormente lançada sem tripulação. 
Em junho de 1971, ele ficou em terra por razões médicas, antes da trágica missão Soyuz 11, para a qual estava escalado como tripulante. O cosmonauta reserva que o substituiu nesta missão, foi morto quando a cápsula foi acidentalmente despressurizada por uma válvula defeituosa, durante a reentrada na atmosfera.
Posteriormente, foi diretor do RKK Energia, a empresa estatal soviética responsável pela construção de espaçonaves e de componentes de estações espaciais.
Depois de trabalhar no projeto da estação Mir, retirou-se do programa espacial soviético em março de 1993.